# Арно Гујон
Арно Гујон (фр. Arnaud Gouillon; Гренобл, 27. новембар 1985) српски је политичар и добротвор француског порекла. Оснивач је и директор француске невладине организације Солидарност за Косово (фр. Solidarité Кosovo) и директор Канцеларије за јавну и културну дипломатију Владе Републике Србије.
Свој добротворни рад започео је 2005. када је дошао у Србију са братом Бертраном возећи комби пун хуманитарне помоћи за Србе на Косову и Метохији. Од 2012. се настанио у Београду са породицом. Од 2015. је држављанин Србије, на основу заслуга током десетогодишњег хуманитарног рада. Носилац је више државних и црквених одликовања и признања за свој досадашњи хуманитарни рад. Члан је Српске напредне странке од 2023.

## Биографија

### Младост
Рођен је 27. новембра 1985. у Греноблу (Француска) као најмлађи од троје деце.
Када је 2004. избио Мартовски погром на Косову и Метохији одлучио је да пружи помоћ породицама које су њиме биле погођене. Са деветнаест година је основао хуманитарну организацију „Солидарност за Косово” са циљем да се помогне српском народу и осталим националним мањинама које живе у енклавама на Косову и Метохији.

### Образовање
Основно образовање завршио је у родном граду Жариу и средње образовање у Визилу. Године 2002. уписао је физички факултет уз додатни, необавезни, магистер Математике на Универзитету у Греноблу, другом најбољем универзитету Француске и 32. у свету у области Физике према шангајској листи. Године 2004. положио је пријемни испит за упис на угледну инжењерску Политехничку школу Универзитета у Греноблу, смер Екологија и превенција ризика и 2007. мастерирао и стекао звање мастерс инжењера, са 22 године, у области „заштите животне средине”. Након пресељења у Београд, 2012. године похађао је мастер политикологије на Факултету Политичких Наука у Београду, смер „Политички систем Србије и институције”.
Поред матерњег француског, говори српски, енглески и руски језик.

### Каријера
Од 2007. до 2010. године радио је као инжењер у Л'Ореалу у Паризу, у Привредној комори у Бордоу, као професор физике у једној француској школи у Kаиру и као координатор за квалитет у Зворнику (Република Српска) у фирми Студен Пром која извози замрзнуте прехрамбене производе у Француску.
Од 2011. године до 2020. запослен је као директор хуманитарне организације „Солидарност за Косово” коју је основао док је био студент и у којој је волонтирао седам година.
Од 2020. године до 2024. године обављао је функцију в.д. Директора Управе за сарадњу с дијаспором и Србима у региону.
Решењем Владе Републике Србије од 23. маја 2024. године обавља дужност директора Канцеларије за јавну и културну дипломатију, Владе Републике Србије.

## Хуманитарни рад
Године 2018. организовао је снимање документарца од 52 минута о животу Срба на Косову и Метохији који је емитован четири пута на француској телевизији KТО и два пута на РТС-у. Филм под називом „Косово, хришћанство у опасности” награђен је као најбоље остварење на фестивалу документарно духовног филма у Зајечару и на међународном фестивалу православног филма у Kрушевцу 2018. године.
Редован је саговорник француских медија који желе да пишу о хуманитарној ситуацији на Косову и Метохији.

### Солидарност за Косово
Његов хуманитарни рад започиње оснивањем 2004. године хуманитарне организације „Солидарност за Косово”, која је основана као реакција на антисрпске погроме који су 17. и 18. марта 2004. погађали цело Косово и Метохију. Дошао је први пут у Србију 2005. године са братом Бертраном и двојицом пријатеља са хуманитарном помоћи скупљене у Француској. Мала студентска организација браће Гујона брзо је израсла у једну од највећих хуманитарних организација која делује на простору Балкана.
Са подршком од преко 12 000 донатора из целе Француске, и без иједне државне или европске субвенције, „Солидарност за Косово” је организовала преко 44 шлепера хуманитарне помоћи и финансирала у сарадњи са Епархијом рашко-призренском више десетина пројеката у области школства, здравства и пољопривреде. Организација је на терену препозната по својим самоодрживим пројектима који омогућавају људима да живе од свог рада, а не од хуманитарне помоћи. У сарадњи са Народним кухињама Мајка Девет Југовића, финансирала је изградњу пет фарми, једне млекаре, једне фабрике за пастеризацију воћа и поврћа, поставила десетине пластеника и купила стотине животиња попут крава, оваца и коза, као и пољопривредне машине за мештане енклава.
Рад са децом и хуманитарни пројекти за децу су такође један од приоритета „Солидарност за Косово”. Од 2012. до данас, реновирала је 34 школе, водила стотине деце први пут на море и помогла раду два породилишта, једне болнице и четири дома здравља.
Укупна вредност помоћи коју је „Солидарност за Косово” пружила социјално угроженим породицама које живе у енклавама на Косову и Метохији прелази 5,5 милиона евра.

## Друштвени и културни ангажман
Поред свог хуманитарног рада, Арно Гујон је веома активан на друштвеном и културном плану. Арно Гујон је 2016. године позван да буде један од учесника кампање „Негујмо српски језик”, под покровитељством Министарства културе Републике Србије, са циљем неговања и заштите српског језика, писма, опште језичке културе и писмености. Две године касније постао је њено заштитно лице и предводник Каравана културе говора који организује едукације и трибине за младе широм Србије и Републике Српске.
Такође, често се одазива на позиве других удружења која се баве културом или хуманитарним радом, попут Телетона у Београду, Дана Јоргована у Краљеву, Љубичевских коњичких игара у Пожаревцу, итд...
Чест је гост Домова културе, универзитета и средњих школа из Србије и Републике Српске који га позивају да говоре о свом искуству у области хуманитарног рада и друштвеног ангажмана али и о филозофским темама попут смисла живота, хуманизма, праведности... Од 2012. до данас, одржао је преко стотину предавања и трибина на српском језику.
Свестан да је, поред косовског питања, један од највећих изазова за Србију одлазак младих у иностранство, Арно Гујон је основао 2016. у Београду Удружење ИНОМС (Иницијатива за Наталитет и Останак Младих у Србији). Циљ овог удружења је да се кроз позитивне и успешне примере из Србије, као и уз демистификацију идеализованог живота у иностранству, подстакне младе да остану да живе у Србији.

## Политички ангажман
Арно Гујон постао је политички освешћен са 13 година када први пут у животу јавно бранио политички став на часу Историје, неколико дана након бомбардовања РТС-а 23. априла 1999. године. Његов професор историје је тада оправдавао тај злочин рекавши да је „РТС постала војни циљ пошто емитује пропаганду”, на шта је млади Гујон одговорио да „медијска кућа, каква год да је, не сме да постане војни циљ и да тако што убијамо цивиле и недужне људе, тиме не чинимо хуманитарно дело. Француски медији такође врше пропаганду па нико их не бомбардује због тога”. Након тога је професор хтео да га избаци са часа.
Свој тинејџерски бунт против система Арно Гујон изражавао је тако што је учествовао, још као малолетник, на политичким скуповима више патриотских удружења и активно се борио за очување традиционалних француских вредности и против војног интервенционизма Запада на Блиском истоку и у Африци.
Са само 24 године, 2010. године, амбициозни млади Гујон покушавао је да добије 500 потписа председника општина како би могао да се кандидује на председничким изборима у Француској две године касније. У том немогућем изазову, добио је подршку више покрета, међу којима се налазио и покрет Блок Идентитер, чији је млади Гујон био члан, познат по свом залагању за јаку Европу и противљењу нелегалном доласку миграната у Француску. Након овог кратког искуства које се завршило 2011. године, напустио је свој политички ангажман и посветио се свом хуманитарном и друштвено корисном раду.
Решењем Владе Републике Србије је од 2020. директор Управе за сарадњу с дијаспором и Србима у региону.
Придружио се Српској напредној странци у октобру 2023.

## Публикације

### У Србији
Године 2015. објавио је књигу „Сви моји путеви воде у Србију”, којом објашњава разлоге који су га навели да се ангажује за Србе на Косову и Метохији и да након тога повеже своју судбину са судбином Срба тако што се настанио у Београду. Аутор такође описује Србију онакву какву је види један странац и поручује да је Србија „на почетку значајне фазе у својој историји, на почетку новог историјског пута. Изазови су озбиљни, али ће им она одолети. Потребно је много тога изградити, треба много тога сачувати. Из тог алхемијског процеса појавиће се модерна Србија, постављена на својим традиционалним темељима. Јер Србија, као све старе земље – то су корени без којих ништа не би имало смисла, али то су и крила којима ће она узлетети и превазићи оно што јесте”.

### У Француској
Учествовао је у писању и објављивању три књиге на француском језику о Србији и Косову и Метохији:
- 2013. Au cœur de l’Europe Martyre (Édition L’Age d’Homme)
- 2016. Peuples persécutés d’Orient (Édition du Rocher)
- 2020. À la Serbie (Un Infini Cercle Bleu)

Арно Гујон уређује часопис хуманитарне организације „Солидарност за Косово” који излази у Француској свака три месеца у 13 000 примерака. Након објављивања чланка од чак десета страна у угледном Фигаро Магазину, у јуну 2019- године, добио је заједно са замеником директора Фигароа, више претњи и увреда од стране Албанаца и проалбанских француских новинара.

## Приватни живот
Арно Гујон је ожењен Иваном Гајић, Српкињом рођеном у Француској, са којом има троје деце, ћерке Милену (2015) и Ирену (2017) и сина Виктора (2021). Упознали су се случајно у Зворнику, где је Арно радио као инжењер, док је Ивана била у посети својој родбини.
Ивана је завршила Политичке науке у Паризу и радила као политички асистент у Народној скупштини у Паризу, потом у Бриселу и Стразбуру, а затим и у Суду у Шамберију. Сада ради у хуманитарној организацији Солидарност за Косово где је задужена за однос са донаторима, француским званичницима и медијима.
Арно Гујон од своје ране младости тренира кик бокс, вози ролере и скија.

## Признања и одликовања

### Одликовања
- Златна медаља за изузетне заслуге у области хуманитарног рада, којом га је одликовао Председника Републике Србије Томислав Николић (2016)[15]
- Орден Светог Саве првог степена, доделио Свети архијерејски синод Српске православне цркве: „за делотворну љубав показану његовим свесрдним и несебичним залагањем у прикупљању и пружању неопходне материјалне и финансијске помоћи за нашу Свету Цркву и страдални народ на Косову и Метохију, као и за истрајно сведочење истине о животу нашег народа у овој српској покрајини” (2018);[16]
- Орден Светог владике Николаја, највише признање Епархије шабачке „због велике љубави према српском народу на Косову и Метохији и хуманитарног рада” (2018)[17]

### Друге награде
- 2012. Специјална плакета за најплеменитији подвиг године, које додељује компанија „Новости”[18]
- 2015. Држављанство Републике Србије на основу заслуга, у Палати Србије из руку Министра Унутрашњих Послова Небојше Стефановића[19]
- 2017. Награда „Бранислав Мане Шакић” за очување српског језика и неговање културе говора у електронским медијима.
- 2018: Награда Браћа Карић
- 2018. Повеља Витеза Светосавског пацифизма Министарства спољних послова Републике Србије за хуманитарни рад на Косову и Метохији као и за залагање у Француској за промену слике о Србији.[20]
- 2022. Награда „Ћирилична даровница” манифестације Ћирилична баштина у Бајиној Башти, за велики допринос у очувању српског националног писма, отварања школа на српском језику у иностранству, помоћи школама на Kоссову и Метохији и учешћу у „Kаравану културе говора“.[21][22]